# Ministro Pistarini nemzetközi repülőtér
A Ministro Pistarini nemzetközi repülőtér (spanyolul: Aeropuerto Internacional Ministro Pistarini) (IATA: EZE, ICAO: SAEZ), más néven Ezeizai nemzetközi repülőtér, a nagy Buenos Aires-i Ezeiza városrészben található. Éves utasforgalma 11 203 687 fő (2018).

## Futópályák
A repülőtér futópályái:
- 11/29 (3300 m, 60 m, aszfalt)
- 17/35 (3105 m, 45 m, aszfalt)

## Forgalom
Az utasforgalom az elmúlt években az alábbi módon változott:
| Utasok száma | 6 196 975 | 4 087 553 | 6 365 989 | 7 487 779 | 7 868 071 | 8 880 289 | 9 127 908 | 10 309 555 | 3 305 171 | 6 628 352 |
|              | 2000      | 2002      | 2005      | 2007      | 2010      | 2012      | 2015      | 2017       | 2020      | 2022      |

## Légitársaságok és úticélok
2023-ban a Ministro Pistarini nemzetközi repülőtérről az alábbi járatok indulnak:

### Személy
| Légitársaság                  | Célállomások |
| ----------------------------- | --- |
| Aerolíneas Argentinas         | Cancún, El Calafate, Havana, Madrid, Mendoza, Miami, Montevideo, New York–JFK, Puerto Iguazu, Punta Cana, Róma–Fiumicino, Salvador da Bahia (2023 december 19-től), Ushuaia Szezonális: Rio de Janeiro–Galeão, San Carlos de Bariloche, San Martin de los Andes, São Paulo–Guarulhos, Tucumán      |
| Aeroméxico                    | Mexico City |
| Air Canada                    | São Paulo–Guarulhos, Toronto–Pearson Szezonális: Montréal–Trudeau |
| Air Europa                    | Madrid |
| Air France                    | Párizs-Charles de Gaulle repülőtér |
| American Airlines             | Dallas/Fort Worth, Miami, New York–JFK |
| Andes Líneas Aéreas           | Szezonális charter: São Paulo–Guarulhos |
| Arajet                        | Santo Domingo–Las Américas (2023 november 14-től) |
| Avianca                       | Bogotá |
| Avianca Costa Rica            | Quito, San José (CR) |
| Boliviana de Aviación         | Cochabamba, Santa Cruz de la Sierra–Viru Viru |
| British Airways               | London–Heathrow, Rio de Janeiro–Galeão (2023 október 29-től) |
| Copa Airlines                 | Panama City–Tocumen |
| Copa Airlines Colombia        | Panama City–Tocumen |
| Cubana de Aviación            | Cayo Coco, Havana |
| Delta Air Lines               | Atlanta Szezonális: New York–JFK (2023 október 29-től) |
| Emirates                      | Dubai–International, Rio de Janeiro–Galeão |
| Ethiopian Airlines            | Addis Ababa, São Paulo–Guarulhos |
| Flybondi                      | Comodoro Rivadavia, El Calafate, Florianópolis, Rio de Janeiro–Galeão, San Carlos de Bariloche, São Paulo–Guarulhos, Ushuaia Szezonális: Punta del Este |
| Gol Transportes Aéreos        | João Pessoa, Maceió, Natal, São Paulo–Guarulhos Szezonális: Brasília (2024 január 2-től), Florianópolis, Fortaleza (2024 január 3-tól), Navegantes (2024 január 3-tól), Porto Seguro (2024 január 6-tól), Recife (2024 január 4-től), Rio de Janeiro–Galeão, Salvador da Bahia (2024 január 5-től) |
| Iberia                        | Madrid |
| ITA Airways                   | Róma–Fiumicino |
| JetSmart Argentina            | El Calafate, Lima, Puerto Iguazú, Rio de Janeiro–Galeão, Salta, San Carlos de Bariloche, San Salvador de Jujuy, Santiago de Chile, Tucumán, Ushuaia |
| JetSmart Chile                | Santiago de Chile |
| KLM                           | Amszterdam, Santiago de Chile |
| LATAM Brasil                  | São Paulo–Guarulhos Szezonális: Rio de Janeiro–Galeão |
| LATAM Chile                   | Miami, Santiago de Chile |
| LATAM Ecuador                 | Guayaquil, Lima |
| LATAM Perú                    | Lima |
| Level                         | Barcelona |
| Lufthansa                     | Frankfurt |
| Paranair                      | Asunción |
| Sky Airline                   | Santiago de Chile |
| Sky Airline Peru              | Lima |
| Swiss International Air Lines | São Paulo–Guarulhos, Zürich |
| Turkish Airlines              | Istanbul, São Paulo–Guarulhos |
| United Airlines               | Houston–Intercontinental |

### Cargo
| Légitársaság                | Célállomások                                     |
| --------------------------- | ------------------------------------------------ |
| Aerolíneas Argentinas Cargo | Río Grande                                       |
| Aeromás                     | Montevideo                                       |
| Air Class                   | Asunción, Montevideo                             |
| Atlas Air                   | Campinas, Miami, Santiago                        |
| Avianca Cargo               | Bogotá, Miami, Montevideo                        |
| DHL Aero Expreso            | Miami, Santiago                                  |
| Kalitta Air                 | Miami, Santiago                                  |
| KLM Cargo                   | Amszterdam, Campinas, Quito                      |
| LATAM Cargo Chile           | Amszterdam, Campinas, Miami, Santiago, São Paulo |
| LATAM Cargo Brasil          | Campinas, Miami, Santiago                        |
| LATAM Cargo Colombia        | Bogotá, Miami                                    |
| Lufthansa Cargo             | Campinas, Frankfurt, Montevideo, São Paulo       |
| Qatar Airways Cargo         | Doha, São Paulo                                  |
| Sky Lease Cargo             | Miami, Montevideo                                |
| United Parcel Service       | Miami, Campinas, Santiago                        |